# Hounds de Chicago (rugby à XV)
Ne doit pas être confondu avec Hounds de Chicago (hockey sur glace).
Maillots
Actualités
Les Hounds de Chicago (officiellement en anglais : Chicago Hounds) sont un club américain de rugby à XV basé à Chicago. Créé en 2022, il évolue en Major League Rugby.

## Historique
Alors que le projet de la Major League Rugby est dévoilé en février 2017, la ville de Chicago fait partie des neuf membres initialement désignés, sous l'égide du club des Chicago Lions. Ne possédant pas encore d'infrastructures suffisamment développées, le projet porté par les Lions est repoussé, et Chicago ne prend donc pas part à l'édition inaugurale de la ligue.
Alors que deux franchises ont été exclues lors de la saison 2022, la ligue officialise pour l'édition 2023 son expansion vers la ville de Chicago. La franchise est officiellement dévoilée le 17 novembre 2022 : elle est baptisée Chicago Hounds, et évolue au SeatGeek Stadium de Bridgeview.
La jeune équipe bénéficie de l'exclusion des franchises de Los Angeles et Austin :  elle va récupérer nombre de leurs joueurs ainsi que l'entraineur Sam Harris qui officiait à Austin. Pour sa première saison, Chicago dispose d'un effectif talentueux et expérimenté ainsi que d'un entraineur coté en MLR. Cet avantage sur les autres franchises d'expansion permet à Chicago d'être compétitif dès sa première année de compétition mais les résultats bruts restent décevants avec 3 victoires pour 13 défaites.

## Bilan par saison
| Saison | Classement | Conférence | Pts | MJ | V | N | D  | PM  | PE  | Diff  | B | Phase finale                           |
| ------ | ---------- | ---------- | --- | -- | - | - | -- | --- | --- | ----- | - | -------------------------------------- |
| 2023   | 5e         | Ouest      | 20  | 16 | 3 | 0 | 13 | 227 | 497 | - 170 |   | non qualifié                           |
| 2024   | 3e         | Est        | 45  | 16 | 8 | 1 | 7  | 454 | 387 | + 67  |   | Demi-finale contre New England (23-17) |

## Joueurs et personnalités du club

### Effectif 2025
| Poste            | Nom               | Nationalité      | Naissance         | International | Dernier club           | Arrivée au club en |
| ---------------- | ----------------- | ---------------- | ----------------- | ------------- | ---------------------- | ------------------ |
| Pilier           | Charlie Abel      | Australie        | 29 janvier 1992   | -             | Los Angeles Giltinis   | 2023               |
|                  | Fred Apulu        | Samoa            | 8 mai 1996        | -             | San Diego Legion       | 2023               |
|                  | Ignacio Péculo    | Uruguay          | 22 février 1999   | 13 (0)        | Peñarol Rugby          | 2024               |
|                  | Nicolás Revol     | Argentine        | 6 septembre 2000  | -             | Dallas Jackals         | 2024               |
|                  | Paddy Ryan        | États-Unis       | 11 décembre 1990  | 7 (0)         | Austin Gilgronis       | 2023               |
|                  | Zurab Zhvania     | Géorgie          | 23 septembre 1991 | 40 (55)       | FC Grenoble            | 2024               |
| Talonneur        | Sam Faoagali      | Australie        | 25 décembre 2002  | -             | Utah Warriors          | 2024               |
|                  | Dylan Fawsitt     | États-Unis       | 24 juillet 1990   | 18 (15)       | Rugby New York         | 2024               |
|                  | Guillermo Pujadas | Uruguay          | 6 février 1997    | 28 (5)        | Peñarol Rugby          | 2024               |
|                  | Janus Venter      | Afrique du Sud   | 9 janvier 1999    | -             | Cheetahs               | 2024               |
| Deuxième ligne   | Mike Matarazzo    | États-Unis       | 18 mai 1998       | -             | Dallas Jackals         | 2023               |
|                  | George Merrick    | Angleterre       | 4 octobre 1992    | -             | US Carcassonne         | 2024               |
|                  | Sam Peri          | États-Unis       | 3 mars 1994       | -             | Los Angeles Giltinis   | 2023               |
|                  | James Scott       | Angleterre       | 18 juin 1999      | -             | Jersey Reds            | 2024               |
| Troisième ligne  | Conall Boomer     | Irlande          | 18 mai 1996       | -             | Terenure College       | 2023               |
|                  | Mason Flesch      | Canada           | 18 novembre 1999  | 1 (0)         | Toronto Arrows         | 2024               |
|                  | Maclean Jones     | Australie        | 12 juin 1996      | -             | Austin Gilgronis       | 2023               |
|                  | Tinashe Muchena   | Zimbabwe         | 26 novembre 1997  | -             | Houston SaberCats      | 2023               |
|                  | Ethan Parkins     | Angleterre       | 22 juillet 2003   | -             | Worcester Warriors     | 2023               |
|                  | Lucas Rumball     | Canada           | 2 août 1995       | 35 (20)       | Toronto Arrows         | 2024               |
|                  | Brad Tucker       | Nouvelle-Zélande | 10 septembre 1992 | -             | Rugby New York         | 2024               |
|                  | Luke White        | États-Unis       | 16 octobre 1991   | 5 (0)         | Los Angeles Giltinis   | 2023               |
| Demi de mêlée    | Michael Baska     | États-Unis       | 17 novembre 1994  | 2 (5)         | Rouen NR               | 2023               |
|                  | Jason Higgins     | Canada           | 28 mars 1995      | 9 (0)         | San Diego Legion       | 2024               |
|                  | Nick McCarthy     | États-Unis       | 25 mars 1995      | 3 (5)         | Leinster               | 2023               |
|                  | Sidney Shoop      | États-Unis       | 30 avril 2000     | -             | Austin Gilgronis       | 2023               |
| Demi d'ouverture | Adriaan Carelse   | Afrique du Sud   | 8 février 1995    | -             | Seattle Seawolves      | 2024               |
|                  | Luke Carty        | États-Unis       | 24 septembre 1997 | 16 (60)       | Los Angeles Giltinis   | 2023               |
|                  | Kian Meadon       | Afrique du Sud   | 2 janvier 2001    | -             | Houston SaberCats      | 2024               |
| Centre           | Bryce Campbell    | États-Unis       | 21 septembre 1994 | 40 (40)       | Austin Gilgronis       | 2023               |
|                  | Caolan Dooley     | Irlande          | 5 avril 2000      | -             | Terenure College       | 2023               |
|                  | Cassh Maluia      | États-Unis       | 3 octobre 1998    | -             | American Raptors       | 2023               |
|                  | Bill Meakes       | Australie        | 23 février 1991   | -             | Los Angles Giltinis    | 2023               |
|                  | Mark O'Keeffe     | Irlande          | 13 septembre 1993 | -             | Austin Gilgronis       | 2023               |
| Ailier           | Nate Augspurger   | États-Unis       | 31 janvier 1990   | 41 (55)       | San Diego Legion       | 2024               |
|                  | Noah Brown        | États-Unis       | 10 janvier 2001   | -             | Formé au club          | 2024               |
|                  | Julián Domínguez  | Argentine        | 4 octobre 1996    | -             | Austin Gilgronis       | 2023               |
| Arrière          | Willis Goodwin    | États-Unis       | 20 novembre 1999  | -             | New England Free Jacks | 2024               |
|                  | David Kearney     | Irlande          | 19 juin 1989      | 19 (25)       | Leinster               | 2023               |